# Tetrastigma rafflesiae
Espèce
Classification APG III (2009)
Tetrastigma rafflesiae est une espèce de plantes de la famille des Vitaceae décrit par Jules Émile Planchon. Tetrastigma rafflesiae fait partie du genre Tetrastigma et de la famille des plants de la vigne. Aucune sous-espèce n'est répertoriée dans le catalogue de la vie.